# Teodoro Binder
Teodoro Binder (Lörrach, 24 de julio de 1919-Schwoben, 26 de junio de 2011) fue un médico alemán, amigo cercano de Albert Schwitzer y Martin Heidegger. 

## Trayectoria
Teodoro Binder llegó al Perú en 1948 para trabajar para el gobierno peruano como médico en la selva central y luego para la Compañía Peruana de Petróleo El Oriente S.A. De esta experiencia tuvo contacto con algunos pobladores Shipibo-Konibo del Ucayali.
Desde 1950 a 1956 vivió y trabajó como médico en Lima. En el  Colegio Médico del Perú fue registrado como Teodoro Binder de Monod con el número de colegiado 6512. En esta época entabló amistades con importantes personalidades de la época como Honorio Delgado, Leopoldo Chiappo, Víctor Alzamora entre otros. Trabajó en el área de cardiología del Hospital Nacional Dos de Mayo. Publicó varios artículos científicos sobre cardiología con el doctor Alzamora. 
A fines de los años 1950 creó una fundación para recaudar fondos con el objetivo de crear un hospital similar al hospital de su amigo Albert Schweitzer en Gabón. El primer presidente de esta fundación en el Perú fue Honorio Delgado.
En 1960 inauguró el Hospital Amazónico Albert Schweitzer, en honor a su amigo y mentor, en Yarinacocha, Ucayali. Su trabajo como médico en Yarinacocha despertó muchos elogios en Europa pero también muchos cuestionamientos en Pucallpa y Lima. Los médicos que trabajaron en el Hospital Amazónico Albert Schweitzer fueron extranjeros y peruanos (como la doctora Aida Pachas). De esta experiencia hay diversas publicaciones científicas sobre todo las relacionadas con micología. 
En 1965 la revista Der Spiegel publicó un artículo en el que acusó a Binder de malversar fondos de la fundación lo que motivó que importantes financiadores le retirasen su apoyo económico.
En 1970 abandonó el Perú por razones políticas. Vivió en México y Paraguay trabajando con poblaciones indígenas.
En 1988 retornó a Europa con su esposa. Murió el 28 de junio de 2011 en Alsacia, Francia.